# Leiomela fuscescens
Leiomela fuscescens là một loài rêu trong họ Bartramiaceae. Loài này được Ångström Broth. mô tả khoa học đầu tiên năm 1904.